# 刘顺 (城阳王)
刘顺（？—前52年），汉朝宗室，西汉第六代城阳王。第一任城阳景王刘章是汉高祖刘邦孙子，参与平定诸吕之乱。前98年，其父刘武死后，刘顺袭位，在位四十六年。前52年，刘顺去世，谥号荒。

## 兒子
- 城陽戴王刘恢
- 茲鄉孝侯劉弘，為晉朝名臣劉超遠祖[1]
- 藉陽侯劉顯
- 都平愛侯劉丘
- 棗原侯劉山
- 箕愿侯劉文
- 高廣節侯劉勳
- 即來節侯劉佼
- 庸釐侯劉談
- 昆山節侯劉光
- 折泉節侯劉根
- 博石頃侯劉淵
- 要安節侯劉勝
- 房山侯劉勇
- 式節侯劉憲，為劉盆子之祖父

### 式侯國
初元元年（前48年）封城陽荒王之子劉憲為式侯，劉憲死後由其子劉霸襲封，劉霸死後由其弟劉萌襲封，王莽篡汉，刘萌废为庶民。后来，赤眉军拥立的皇帝刘盆子就是他的儿子。
| 西漢式侯國（前48年－8年） |      |            |      |          |            |
| 傳位                      | 世   | 稱號及諡號 | 姓名 | 在位年數 | 在位時間   |
| 第1任                     | 始封 | 式節侯     | 劉憲 | 20年     | 前48年－？ |
| 第2任                     | 二世 | 式哀侯     | 劉霸 | ？       | ？－？     |
| 第3任                     | 二世 | 式侯       | 劉萌 | ？       | ？－8年    |
| 王莽篡位，國除            |      |            |      |          |            |